# Aquarium-Museum
Het Aquarium-Museum is een openbaar aquarium en museum. Het bevindt zich samen met het Zoölogisch Museum in de Belgische stad Luik. Ze maken deel uit van de Universiteit van Luik en zijn gehuisvest in een 19e-eeuws neoclassicistisch gebouw en werden in 1962 tegelijk geopend.
Het aquarium bezit circa 2500 zout- en zoetwaterdieren uit de hele wereld die verdeeld zijn over 46 bassins. Het gaat om vissen, ongewervelden, amfibieën en reptielen.
Het museum is verdeeld over drie grote zalen:
- Biodiversiteit van de wereld onder water. Deze zaal is verdeeld in vier groepen: zout water in Europa (gematigd) en tropische gebieden; zoet water in Europa en in warmere streken als Azië, Afrika en Amerika.
- Stilstaand water
- Haaien en koraalriffen

## Galerij
| Blauwe mandarijnpitvissen |
| Blauwe mandarijnpitvissen |